# プリンス郡
座標: 北緯46度45分 西経64度5分 / 北緯46.750度 西経64.083度
プリンス郡（Prince County）は、カナダのプリンスエドワードアイランド州にある郡。2021年の統計で人口は4万6,234人、面積は2,006.27平方キロメートル。名前は皇太子ジョージ4世から。

## 町
- サマーサイド
- アルバートン
- ケンジントン